# Les Anges de Boston
Série
Les Anges de Boston 2
(2009)
Pour plus de détails, voir Fiche technique et Distribution.
Les Anges de Boston (The Boondock Saints) est un film américano-canadien réalisé par Troy Duffy, sorti en 1999.
Une suite, intitulée Les Anges de Boston 2, est sortie en 2009.

## Synopsis
À Boston, les jumeaux Connor et Murphy MacManus, Irlando-Américains catholiques, travaillent dans un entrepôt de boucherie. Un soir, alors qu'ils célèbrent la Saint-Patrick dans leur pub habituel, une bagarre éclate avec des mafieux russes. Battus, ces derniers décident de se venger et de retrouver Connor et Murphy. Traqués jusque chez eux, les deux frères sont obligés de tuer les malfaiteurs. Ayant agi pour se défendre, les MacManus sont présentés comme des héros par la presse. L'enquête est confiée à l'excentrique agent fédéral Paul Smecker. Il reconnaît tout de suite les Russes, qui étaient suivis depuis plusieurs semaines par le FBI. Devenus en quelque sorte les « Anges de Boston », Connor et Murphy se lancent dans une croisade contre les criminels, persuadés d'être guidés par la main de Dieu. Mais chaque crime les rapproche un peu plus de l'agent du FBI Paul Smecker.

## Fiche technique
Sauf indication contraire, les informations mentionnées dans cette section peuvent être confirmées par la base de données cinématographiques IMDb,  présente dans la section « Liens externes ».
- Titre original : The Boondock Saints
- Titre français : Les Anges de Boston
- Titre québécois : Mission des Dieux
- Réalisation et scénario : Troy Duffy
- Direction artistique : Craig Lathrop
- Décors : Robert de Vico et Joyce Anne Gilstrap
- Costumes : Mary E. McLeod
- Photographie : Adam Kane
- Montage : Bill DeRonde
- Musique : Jeff Danna
- Casting : Lora Kennedy
- Production : Ashok Amritraj, Chris Brinker, Don Carmody, Sarah Casper, Robert N. Fried, Mark McGarry, Elie Samaha, Lloyd Segan, Andrew Stevens et Richard J. Zinman
- Société de distribution :  Indican Pictures
- Budget : 6 millions de $US[1]
- Pays de production :  États-Unis,  Canada
- Langues originales : anglais, espagnol, papiamento
- Format : couleur - 35 mm - 2,35:1 – son Dolby
- Genre : action, thriller
- Durée : 108 minutes
- Dates de sortie :
  - États-Unis : 21 janvier 2000 (sortie limitée), ressortie le 22 mai 2006 (sortie limitée)
  - France : 21 janvier 2000[2] (sortie limitée au cinéma) ; 23 mai 2006[3] (sortie DVD) ; 21 avril 2010[4] (ressortie DVD)

## Distribution
- Willem Dafoe (VF : Mike Marshall) : l'agent fédéral Paul Smecker
- Sean Patrick Flanery (VF : Ludovic Baugin) : Connor McManus
- Norman Reedus (VF : David Krüger) : Murphy McManus
- David Della Rocco : David Della Rocco « The Funny Man »
- Billy Connolly : Noah MacManus dit « Il Duce »
- David Ferry : l'inspecteur Dali
- Brian Mahoney : l'inspecteur Duffy
- Carlo Rota : Don « Papa » Joe Yakavetta
- Ron Jeremy : Vincenzo Lipazzo
- Gerard Parkes : Doc
- Sergio Di Zio : Oly

## Production
Les rôles principaux ont été proposés à Mark Wahlberg, Stephen Dorff, Brendan Fraser, Nicky Katt ou encore Ewan McGregor. Le rôle de Paul Smecker a quant à lui été proposé à Patrick Swayze, Robert De Niro, Kenneth Branagh ou encore Kevin Spacey, alors que le studio souhaitait Sylvester Stallone, Bill Murray et Mike Myers.
Le tournage a lieu à Boston (Copley Square, Longfellow Bridge, Newbury Street, South Boston, Boston Common, ...) ainsi qu'à Toronto.

## Sortie et accueil

### Box-office
Lors de sa sortie en salle, Les Anges de Boston est distribué uniquement dans cinq salles, avec 19 930 $ de recettes pour son premier week-end d'exploitation, pour une moyenne de 3 986 $ et une 62e place au box-office américain, pour finir avec un total de 30 471 $. À l'étranger, le film ne fait guère mieux, puisque seul 219 529 $ de recettes ont été récoltés, faisant un total de 250,000 $ de recettes au box-office mondial.

### Distribution en vidéo
Passé inaperçu lors de sa sortie en salle, Les Anges de Boston a, en revanche, rencontré un succès sur le marché vidéo, puisque le total des ventes du film ont avoisinés les 50 millions de dollars, et a obtenu le statut de film culte,,.
En France, bien qu'initialement prévu pour être sorti en salles, Les Anges de Boston sort directement en vidéo plus de dix ans après sa sortie américaine, qui, après un différend entre le premier distributeur français et le producteur américain, l'a empêché d'être sorti.

## Suite
En 2009, une suite sortit en salle, Les Anges de Boston 2, qui rencontra un succès commercial plus important, en comparaison avec le premier volet.

## Commentaires
- David Della Rocco incarne un personnage portant le même nom que lui, car le rôle a été écrit spécifiquement pour lui et s'en inspire[5].
- Le film mentionne le meurtre de Kitty Genovese.

## Apparitions dans d'autres œuvres
Dans le jeu vidéo Broforce (PC Mac PS4, 2015) : les frères McManus apparaissent en tant que bros. jouables sous le pseudonyme de Boondock Bros..